# 일본 풋살 리그
일본 풋살 리그(일본어: 日本フットサルリーグ)는 일본의 풋살 리그이다. 애칭은 F.LEAGUE다.

## 클럽
| 팀                    | 창단   | 연고지   |
| --------------------- | ------ | -------- |
| 나고야 오션스         | 2006년 | 나고야   |
| 에스폴라다 홋카이도   | 2008년 | 삿포로   |
| 바르드랄 우라야스     | 1998년 | 우라야스 |
| 후추 애슬레틱 FC      | 2000년 | 후추     |
| 페스카돌라 마치다     | 1999년 | 마치다   |
| 쇼난 벨마레           | 2007년 | 히라쓰카 |
| 아글레이미나 하마마쓰 | 1996년 | 하마마쓰 |
| 슈리커 오사카         | 2002년 | 오사카   |
| 데우손 고베           | 1993년 | 고베     |
| 바사지 오이타         | 2003년 | 오이타   |
| 보스쿠오레 센다이     | 2012년 | 센다이   |
| 푸가도르 스미다       | 2001년 | 도쿄     |

## 역대 우승팀
| 시즌    | 우승          | 준우승            | 비고 |
| ------- | ------------- | ----------------- | ---- |
| 2007-08 | 나고야 오션스 | 바르드랄 우라야스 |      |
| 2008-09 | 나고야 오션스 | 바르드랄 우라야스 |      |
| 2009-10 | 나고야 오션스 | 페스카돌라 마치다 |      |
| 2010-11 | 나고야 오션스 | 데우손 고베       |      |
| 2011-12 | 나고야 오션스 | 슈리커 오사카     |      |
| 2012-13 | 나고야 오션스 | 슈리커 오사카     |      |
| 2013-14 | 나고야 오션스 | 슈리커 오사카     |      |

## 같이 보기
- AFC 풋살 클럽 챔피언십
- 일본 풋살 국가대표팀